# 27 يناير
- السبت
- الأحد
- الاثنين
- الثلاثاء
- الأربعاء
- الخميس
- الجمعة

- 2827 جمادى الآخرة 1446  هـ
- 2928 جمادى الآخرة 1446  هـ
- 3029 جمادى الآخرة 1446  هـ
- 3130 جمادى الآخرة 1446  هـ
- 11 رجب 1446  هـ
- 22 رجب 1446  هـ
- 33 رجب 1446  هـ
- 44 رجب 1446  هـ
- 55 رجب 1446  هـ
- 66 رجب 1446  هـ
- 77 رجب 1446  هـ
- 88 رجب 1446  هـ
- 99 رجب 1446  هـ
- 1010 رجب 1446  هـ
- 1111 رجب 1446  هـ
- 1212 رجب 1446  هـ
- 1313 رجب 1446  هـ
- 1414 رجب 1446  هـ
- 1515 رجب 1446  هـ
- 1616 رجب 1446  هـ
- 1717 رجب 1446  هـ
- 1818 رجب 1446  هـ
- 1919 رجب 1446  هـ
- 2020 رجب 1446  هـ
- 2121 رجب 1446  هـ
- 2222 رجب 1446  هـ
- 2323 رجب 1446  هـ
- 2424 رجب 1446  هـ
- 2525 رجب 1446  هـ
- 2626 رجب 1446  هـ
- 2727 رجب 1446  هـ
- 2828 رجب 1446  هـ
- 2929 رجب 1446  هـ
- 3030 رجب 1446  هـ
- 311 شعبان 1446  هـ

27 يناير أو 27 كانون الثاني أو يوم 27 \ 1 (اليوم السابع والعشرون من الشهر الأوَّل) هو اليوم السابع والعشرون (27) من السنة وفقًا للتقويم الميلادي الغربي (الغريغوري). يبقى بعده 338 يومًا لانتهاء السنة، أو 339 يومًا في السنوات الكبيسة.

## أحداث
- 661 - وفاة الإمام علي بن أبي طالب رابع الخلفاء الراشدين وذلك بعد أيام من الطعنة التي تلقاها من الخارجي عبد الرحمن بن ملجم.
- 1832 - إنطلاق مقاومة الأمير عبد القادر ضد الاحتلال الفرنسي للجزائر.
- 1900 - اندلاع ثورة الملاكمين في الصين، والدبلوماسيون الأجانب في بكين يطالبون بتأديب المتمردين.
- 1926 - الإنجليزي جون بيرد يخترع التلفاز.
- 1927 - الإعلان عن قيام مملكة الحجاز ونجد في الجزيرة العربية.
- 1944 - رفع الحصار عن مدينة لينينغراد بعد ما يقارب 900 يوم منذ بدايته وذلك أثناء الحرب العالمية الثانية.
- 1967 - احتراق حجرة قيادة المركبة أبولو مما أدى لمقتل رواد الفضاء الثلاث المتواجدين على متنها، خلال إجراءات التدريبات على المهمة أبولو 11.
- 1973 - الولايات المتحدة وفيتنام الشمالية وفيتنام الجنوبية وجماعة الفيت كونغ يوقعون في باريس اتفاقية لإحلال السلام في فيتنام.
- 1980 - روبرت موجابي يعود من المنفى إلى روديسيا.
- 1991 - إرغام الرئيس الصومالي محمد سياد بري على التخلي عن السلطة بعد معارك استمرت 4 أسابيع في العاصمة مقديشو.
- 1996 - العقيد إبراهيم بارع معين الصرة يطيح بأول رئيس منتخب ديمقراطيًا في النيجر مهمان عثمان.
- 1999 - كشف النقاب عن تخطيط أحد ناشطي اليمين الإسرائيلي المتطرف حسب اعترافاته لتنفيذ عملية تفجير كبيرة تهدف إلى نسف المسجد الأقصى.
- 2003 - مدير الوكالة الدولية للطاقة الذرية محمد البرادعي يعلن في تقريره لمجلس الأمن إن فريق الوكالة لم يعثر حتى الآن على أي أنشطة نووية مشبوهة في العراق.
- 2006 - زلزال في بحر الباندا بقوة مقدارها 7.7 على مقياس ريختر.
  - المجلس الوطني التأسيسي التونسي يصادق على دستور تونس 2014، والرئاسات الثلاثة في تونس يختمونه في جلسة حضرتها شخصيات دولية.
  - رئيس الوزراء الأوكراني ميكولا أزاروف يقدم استقالته على وقع احتجاجات الميدان الأوروبي التي استمرت لأكثر من شهر.
- 2016 - هيلدا هاين تصبح أول رئيسةٍ لجمهورية جزر مارشال، وأول رئيسة لدولة في أوقيانوسيا.
- 2017 - الرئيس الأمريكي دونالد ترامب يوقع أمرًا تنفيذيًا يحظر دخول مواطني سبعة بلدان ذات أغلبية مسلمة إلى الولايات المتحدة لأجل محدد، مما أثار احتجاجات وجدل قانوني.
- 2018 - تفجير سيَّارة إسعاف مُفخخة قُرب مبنىً تابع لِوزارة الداخليَّة في العاصمة الأفغانية كابُل يودي بحياة 102 من الأشخاص وجرح 196 آخرين.
- 2019 - مقتل 18 شخصًا على الأقل وإصابة 82 آخرين في تفجير بِكاتدرائية سيدة جبل الكرمل بجزيرة جولو في الفلبين.

## مواليد
- 1546 - يواكيم فريدرش، الأمير الناخب لمرغريفية براندنبورغ.
- 1662 - ريتشارد بنتلي، عالم إلهيات وأديب كلاسيكي وناقد إنكليزي.
- 1687 - يوهان بالتازار نويمان، مهندس معماري ألماني.
- 1756 - موزارت، موسيقار نمساوي.
- 1808 - دافيد ستراوس، كاتب وعالم إلهيات ألماني.
- 1832 - لويس كارول، كاتب إنكليزي.
- 1836 - ليوبولد فون زاخر مازوخ، أديب نمساوي.
- 1848 - هيهاتشيرو توغو، قائد أسطول بحري ياباني.
- 1850 - إدوارد جون سميث، قبطان سفينة التايتنك.
- 1859 - فيلهلم الثاني، قيصر ألمانيا.
- 1860 ـ غابرييله بوسانر، أول امرأة تعمل بالطب في النمسا.
- 1885 - جيروم كيرن، موسيقي أمريكي.
- 1903 - جون إيكلس، عالم فيزيولوجيا أسترالي حاصل على جائزة نوبل في الطب عام 1963.
- 1910 - ادفارت كارديل، سياسي شيوعي يوغوسلافي.
- 1918 - تمام حسان، نحوي ولغوي مصري.
- 1932 - بوريس شاخلين، لاعب أولمبي لرياضة الجمباز من الاتحاد السوفييتي.
- 1933 - محمد الفايد، ملياردير ورجل أعمال مصري.
- 1936 -
  - فؤاد أحمد، ممثل مصري.
  - فلورين بيرسك، ممثل روماني.
  - صمويل تينج، عالم فيزياء أمريكي حاصل على جائزة نوبل في الفيزياء عام 1976.
- 1939 - إبراهيم مرعشلي، ممثل لبناني.
- 1940 - جيمس كرومويل، ممثل أمريكي.
- 1944 - ميريد كوريجان، ناشطة سلام من أيرلندا الشمالية حاصلة على جائزة نوبل للسلام عام 1976.
- 1947 - بيورن أفزيليوس مغني وكاتب أغاني وعازف غيتار سويدي.
- 1954 - ستيليوس بابافلوراتوس، لاعب كرة قدم يوناني.
- 1956 - ميمي روجرز، ممثلة أمريكية.
- 1957 -
  - فرانك ميلر، مخرج وكاتب قصص مصورة أمريكي.
  - ياسر سعيد، مواطن مصري مطلوب لمكتب التحقيقات الفيدرالي.
- 1959 -
  - يوران هغلوند، سياسي سويدي.
  - كيث أولبرمان، مذيع وإعلامي أمريكي.
- 1960 - هشام سليم، ممثل مصري.
- 1964 - بريجيت فوندا، ممثلة أمريكية.
- 1967 - بوبي ديول، ممثل هندي.
- 1968 - باتريك بلوندو، لاعب كرة قدم فرنسي.
- 1969 - بوبي ديول، ممثل هندي.
- 1971 - ليل جون، مغني راب أمريكي.
- 1974 -
  - أوله أينار بيورندالن، لاعب أولمبي لرياضة بياثلون من النرويج.
  - أندريه بافل، لاعب كرة مضرب روماني.
- 1976 - أهن جونغ هوان، لاعب كرة قدم كوري جنوبي.
- 1979 - روزاموند بايك، ممثلة إنجليزية.
- 1980 - مارات سافين، لاعب كرة مضرب روسي.
- 1984 أحمد الأحمر لاعب كرة يد مصري
- 1985 - عبد الله بوشهري، ممثل إيراني يعمل في الكويت.
- 1987 - أنتون شونين، لاعب كرة قدم روسي.
- 1988 - كيرلون، لاعب كرة قدم برازيلي.
- 1989 - ألبيرتو بوتيا، لاعب كرة قدم إسباني.
- 1990 - أمينة العلي، ممثلة مغربية تعمل في السعودية.

## وفيات
- 98 - نيرفا، أول الأباطرة الأنطونيين الرومان.
- 661 - علي بن أبي طالب، رابع الخلفاء الراشدين
- 1596 - فرنسيس دريك، مستكشف إنجليزي.
- 1890 - محمد سليم العطار، فقيه ومحدث ومفسر ومدرس سوري.
- 1901 - جوزيبي فيردي، موسيقار إيطالي.
- 1927 - عبد الحسين الحياوي، فقيه جعفري وشاعر عراقي.
- 1941 - سلمان بن عبد المحسن العلي، فقيه جعفري وشاعر سعودي.
- 1951 - كارل غوستاف إميل مانرهايم، رئيس فنلندا.
- 1983 -
  - لويس دي فنيس، ممثل فرنسي.
  - محمود إسماعيل، كاتب وممثل مصري.
- 1995 - سعادة الجلاد، جنرال وقائد عسكري فلسطيني.
- 2003 - محسن زايد، كاتب سيناريو مصري.
- 2004 - مبارك عبد الله الدبوس، نائب سابق في مجلس الأمة الكويتي.
- 2005 -
  - الأميرة فوزية، ابنة فاروق الأول آخر ملوك المملكة المصرية.
  - عبده بدوي، شاعر مصري.
- 2008 - سوهارتو، رئيس إندونيسيا.
- 2010 -
  - هوارد زين، مؤرخ أمريكي.
  - جيروم ديفيد سالينغر، روائي أمريكي.
- 2014 -
  - عبد الكريم زيدان، فقيه عراقي.
- 2020 - محمد زهدي النشاشيبي، سياسي ووزير فلسطيني.

## أعياد ومناسبات
- اليوم العالمي لإحياء ذكرى الهولوكوست.
- ذكرى ضحايا النازية في بولندا.
- عيد القديس سافا في صربيا.

## وصلات خارجية
- وكالة الأنباء القطريَّة: حدث في مثل هذا اليوم.
- النيويورك تايمز: حدث في مثل هذا اليوم.
- BBC: حدث في مثل هذا اليوم.